# Saurita melanota
Saurita melanota là một loài bướm đêm thuộc phân họ Arctiinae. Loài này được George Hampson mô tả năm 1909. Loài này có ở Guyana.